# Rauf Fico
Abdurraf Fico, noto semplicemente come Rauf Fico o Rauf Fitso Bey (Sana'a, 13 marzo 1881 – Tirana, 23 gennaio 1944), è stato un diplomatico, funzionario e politico albanese.

## Biografia
Nacque a Sana'a, capitale del vilayet dello Yemen, il 13 marzo 1881 da Tahmaz Remzi Fico e Hava Buzo, entrambi albanesi; il padre, originario di Argirocastro, era un qāḍī e fu trasferito a Scutari poco dopo la nascita del figlio. Qui Fico completò gli studi primari, proseguendo gli studi per due anni presso la Volksschule di Vienna e diplomandosi infine alla Mekteb-i Mülkiye di Istanbul nel 1903. Subito dopo il diploma svolse il suo tirocinio nell'amministrazione del vilayet di Giannina, dove fu segretario del governatore per tre anni, al termine del quale divenne caimacam, venendo stanziato nel 1906 presso Konitsa.
Era un fervente patriota albanese, pur facendo parte della macchina amministrativa ottomana, ed era in contatto con altri patrioti albanesi tra cui Bajo Topulli, Qamil Panariti e Sali Butka. Insieme a Topulli, rappresentò la città di Argirocastro al congresso di Manastir del 1908.
Nel 1909 fu inviato a Himara e divenne caimacam di Margariti in Ciamuria, entrando in collisione con le autorità ottomane per aver pronunciato un discorso in albanese durante una festività ottomana nell'estate 1910; il governo ottomano decise infatti di inviarlo nel distretto di Kızılcahamam, in Anatolia, dove rimase fino alla riassegnazione ai Balcani a Kičevo. Prese parte alle rivolte in Kosovo e Macedonia, mantenendo contatti coi rivoltosi di Debar, Tetovo e Skopje, ma fu nuovamente esiliato nel 1912, pur venendo promosso mytesarif, a Kayseri, sempre in Anatolia.
In seguito alla dichiarazione d'indipendenza albanese, proclamata da Ismail Qemali il 28 novembre 1912 a Valona, tornò in Albania dove fu nominato come consigliere del Ministro degli affari interni Myfit Libohova e prefetto di Berat. Con l'arrivo del principe Guglielmo di Wied nel 1914, fu capo di gabinetto del Primo ministro Turhan Pasha Përmeti e tentò di mediare, senza successo, tra il governo e i ribelli guidati da Haxhi Qamili.
Con l'occupazione austro-ungarica del febbraio 1916 nell'ambito della prima guerra mondiale, Fico fu nominato sottoprefetto di Tirana; con questo incarico fu tra i primi ad imporre che tutte le attività venissero svolte in lingua albanese, anticipando gli ordini impartiti dal feldmaresciallo Ignaz Trollmann nel 1918. Fu inoltre l'ideatore del primo ospizio per indigenti, del primo liceo e del primo ospedale della città. Per la sua coscienziosità, fu decorato dall'Impero austro-ungarico con l'ordine di Francesco Giuseppe, pur continuando la sua attività in favore dell'indipendenza albanese.
Dopo il congresso di Lushnjë del 30 gennaio 1920 fu nominato Sottosegretario di Stato del Ministero degli affari interni sotto Ahmet Zogu, carica che mantenne fino alle dimissioni nel 1922 per venir eletto deputato. Nel breve governo di Idhomen Kosturi del dicembre 1921 fu anche Ministro degli affari interni.
Alle elezioni parlamentari del 1923, fu eletto come deputato dell'Assemblea Costituente per Durazzo, mantenendo il suo mandato anche durante la I legislatura come membro della Camera dei deputati. Fu lui a dare la notizia al parlamento della morte del Presidente statunitense Thomas Woodrow Wilson, difensore dell'autodeterminazione della nazione albanese, nel 1924, chiedendo e ottenendo l'osservazione di cinque minuti di silenzio in segno di lutto. Rimase in carica fino al 3 febbraio 1926, giorno in cui rassegnò le dimissioni in quanto divenne ministro plenipotenziario dell'Albania in Turchia e poi in Bulgaria, venendo infine inviato a Belgrado intorno al 1928. La sua nomina in Turchia fu particolarmente voluta dal Presidente İsmet İnönü, suo collega alla Mekteb-i Mülkiye. Durante la sua attività diplomatica si spese in difesa degli albanesi di Kosovo e Ciamuria, che in base ad accordi tra Turchia e Jugoslavia stava venendo spostata verso l'Anatolia orientale.
Nel 1929 divenne Ministro degli affari esteri ma appena un anno dopo, rassegnò le dimissioni, respinte da re Zog I, per la sua opposizione alle pressioni delle autorità fasciste italiane, rimanendo in carica fino al 20 aprile 1931. Tornato nel corpo diplomatico, nel 1936 divenne ministro plenipotenziario in Grecia, mettendo al centro della sua attività la mancata reciprocità nei rapporti diplomatici, mentre nel 1938 gli fu assegnato il delicato incarico di ministro plenipotenziario presso la Germania nazista, col compito di trovare il modo di prevenire la pianificata aggressione italiana. Un aneddoto riporta che dopo aver presentato le sue credenziali al führer e cancelliere tedesco Adolf Hitler, nello stesso giorno dell'ambasciatore giapponese in Germania, questi abbia pronunciato la frase: "Oggi ho incontrato due persone: una era un grande diplomatico di un piccolo Stato e l'altra un piccolo diplomatico di un grande Stato".
Tornato in patria, andò in pensione nel 1941 ma vista la sua opposizione al fascismo, venne esiliato in Italia dove rimase fino all'armistizio di Cassibile del 1943. Morì a Tirana il 23 gennaio 1944.
Ebbe almeno un figlio, Bardhyl, nato nel 1932.
Alla sua memoria sono state dedicate strade a Tirana e Argirocastro mentre nel 2025 l'Università Americana in Bulgaria ha avviato una borsa di studio col suo nome su iniziativa della studente albanese Edlira Dashi.